# Atriplex pachypoda
Atriplex pachypoda là loài thực vật có hoa thuộc họ Dền. Loài này được Stutz & G.L.Chu mô tả khoa học đầu tiên năm 1997.